# Susanne Müller (Hockeyspielerin)
Susanne Müller (* 12. Mai 1972 in Hanau, nach Heirat Susanne Bellenbaum) ist eine ehemalige deutsche Hockeyspielerin, sie gewann 1992 eine olympische Silbermedaille.

## Karriere
Susanne Müller begann ihre Karriere beim 1. Hanauer THC, mit dem sie 1989 den zweiten Platz bei der Deutschen Meisterschaft belegte. Sie wechselte dann zum Rüsselsheimer RK, mit dem sie 1992 und 1993 Deutscher Meister im Feldhockey wurde, 1993 und 1994 gehörte sie auch zur Meistermannschaft in der Halle. Später spielte sie beim Club Raffelberg in Duisburg.
1991 debütierte Susanne Müller in der deutschen Hockeynationalmannschaft. Bei den Olympischen Spielen in Barcelona wirkte die Stürmerin in einem Spiel mit, nachdem ihre Mannschaftskameradinnen im Finale den Spanierinnen unterlagen, erhielt auch Susanne Müller die Silbermedaille. 1993 gehörte sie zur deutschen Mannschaft, die in London die Europameisterschaft im Hallenhockey gewann. Bei der Weltmeisterschaft 1994 in Dublin belegte Müller mit der deutschen Mannschaft den vierten Platz. Insgesamt wirkte Susanne Müller von 1991 bis 1997 in 61 Länderspielen mit, davon 5 in der Halle.
Sie ist mit dem Europameister von 1995 Patrick Bellenbaum verheiratet, der 135 Länderspiele im Feldhockey bestritt. Susanne Bellenbaum ist ausgebildete Physiotherapeutin.